# RDNAP
RDNAP is de combinatie van coördinaten in het Stelsel van de Rijksdriehoeksmeting en Normaal Amsterdams Peil. Deze coördinaten kunnen met RDNAPTRANS naar ETRS89-coördinaten en vandaar naar andere stelsels omgerekend worden. Het is in de EPSG Registry opgenomen als compound coordinate system (EPSG::7415).
RDNAP is ook de naam van een voormalig samenwerkingsverband tussen het Nederlandse Kadaster en Rijkswaterstaat. Inmiddels is de samenwerking uitgebreid met de Dienst der Hydrografie onder de naam Nederlandse Samenwerking Geodetische Infrastructuur  (NSGI).